# Skarbienice
Skarbienice – wieś w Polsce położona w województwie kujawsko-pomorskim, w powiecie żnińskim, w gminie Żnin. Miejscowość leży nad Jeziorem Skarbieńskim, na jego wschodnim brzegu.
Wieś duchowna Skarbienica, własność sufraganii gnieźnieńskiej, pod koniec XVI wieku leżała w powiecie kcyńskim województwa kaliskiego. W latach 1975–1998 miejscowość administracyjnie należała do województwa bydgoskiego.

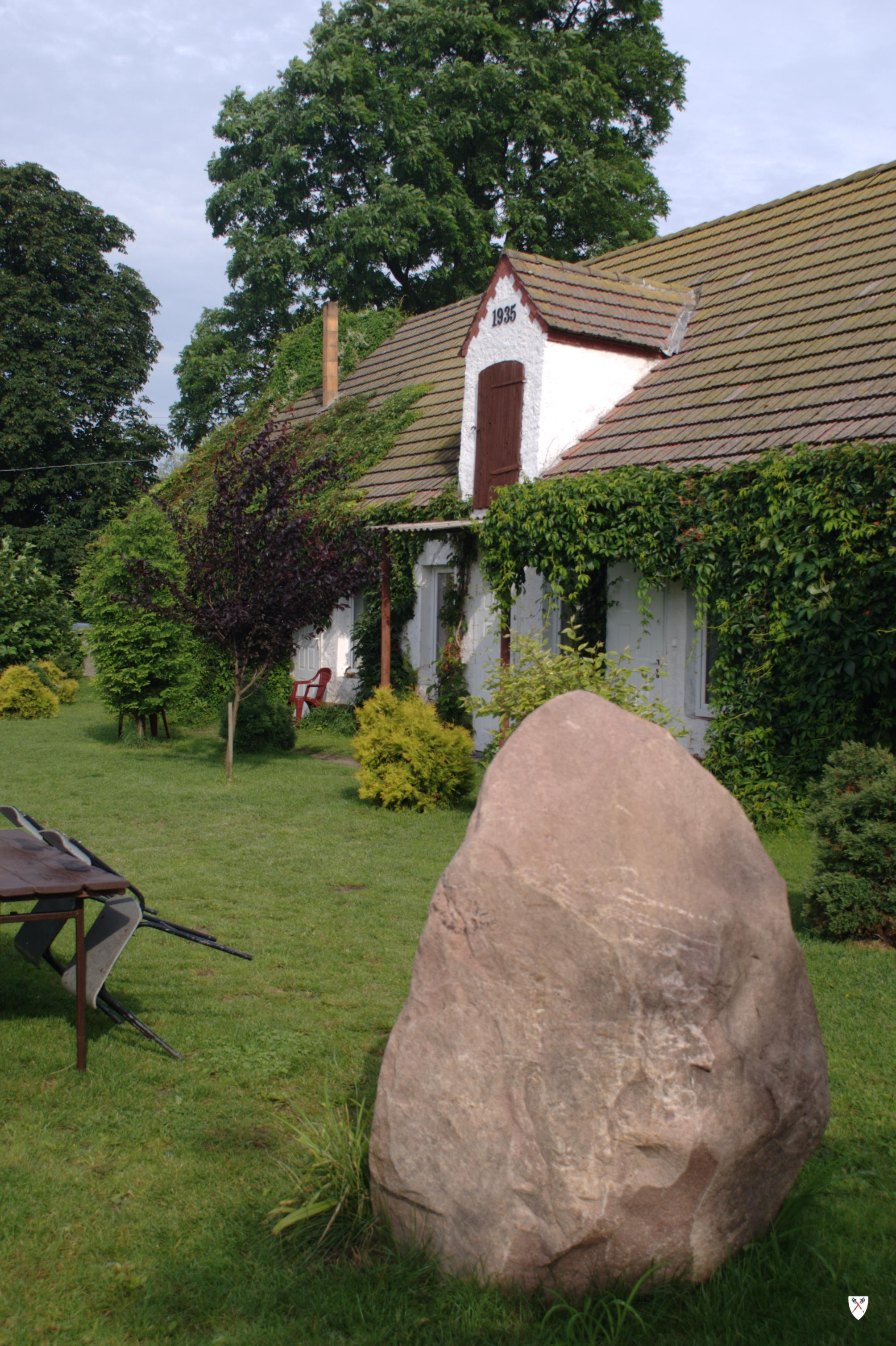
Gospodarstwo agroturystyczne "Pod Żurawiem"